# 鷺田村 (岐阜県)
鷺田村（さぎたむら）はかつて岐阜県本巣郡に存在した村である。
村名は、この地域に存在した荘園の名、鷺田荘に由来する。
合併で巣南村（1964年に巣南町に町制施行）になった後、2003年（平成15年）5月1日に穂積町と合併し瑞穂市となっている。
現在の瑞穂市の南西部にあたり、現在の地名は、宝江、古橋、中宮、呂久、横屋、及び犀川の一部になる。

## 歴史
- 江戸時代、この地域は大野郡であり、大垣藩領、天領、尾張藩の旗本西尾氏領であった。
- 1897年（明治30年）4月1日[1] - 大野郡が分割されて、揖斐郡と本巣郡の一部となる。この地域は本巣郡となる。
- 1897年（明治30年）4月1日 - 宝江村、古橋村、横屋村、中宮村、呂久村が合併し、鷺田村が発足。
- 1954年（昭和29年）9月20日 - 鷺田村、川崎村、船木村が合併して、巣南村になる[2]。
- 1957年（昭和32年）7月1日 - 巣南村の一部（鷺田村の旧・宝江村の地域）が分離し、穂積町に編入される[2]。

### 宝江地区の分離
- 鷺田村の宝江地区の住民は昭和の大合併のさい、鷺田村から分離して穂積町への編入を希望し、大きな住民運動となった。1954年に鷺田村、川崎村、船木村が合併して、巣南村となった後も住民運動は続けられた。
- この運動に対し岐阜県は宝江地区の住民に対し、穂積町への編入の賛否の住民投票を行なうことを決定し、1957年（昭和32年）4月10日に実施された。その結果、法定得票数の過半数以上の賛成となり、穂積町への編入となった。

## 小学校
- 鷺田村立鷺田小学校（現・瑞穂市立南小学校）
- 学校組合立巣南中学校（現・瑞穂市立巣南中学校）

## 交通
- 東海道本線があるが、通過のみである。
- 国鉄樽見線横屋駅が鷺田村の駅であるが、横屋駅開業前に鷺田村は消滅している。

## 観光など
- 小簾紅園

## その他
- 村名の鷺田は、現在では地名としては残っていない。しかし、揖斐川に架かる鷺田橋と、瑞穂市立南小学校の3〜6年生の総合学習の時間の名称「さぎたタイム」という形で残っている。
- 鷺田村成立時点で揖斐川は呂久の西を流れていたが、その後の揖斐川の改修で呂久を分断するように流れるようになった（集落の大半は揖斐川右岸にある）。これが瑞穂市となった現在まで続いており、右岸にも瑞穂市が存在する理由となっている。上記鷺田橋は揖斐川東西の旧鷺田村ないし両呂久地区を結ぶ形になっている。
- 1953年（昭和28年）の町村合併促進法により、本巣郡南部では、穂積町、船木村、川崎村、鷺田村、本田村、牛牧村の6町村での合併の計画が進められ、町名も「美和町」でほぼ決まっていたという。しかし、この町名が問題となり計画は白紙となっている。現在の瑞穂市は、1953年に計画された美和町とほぼ一致している。